# Hermogenus von Moskau

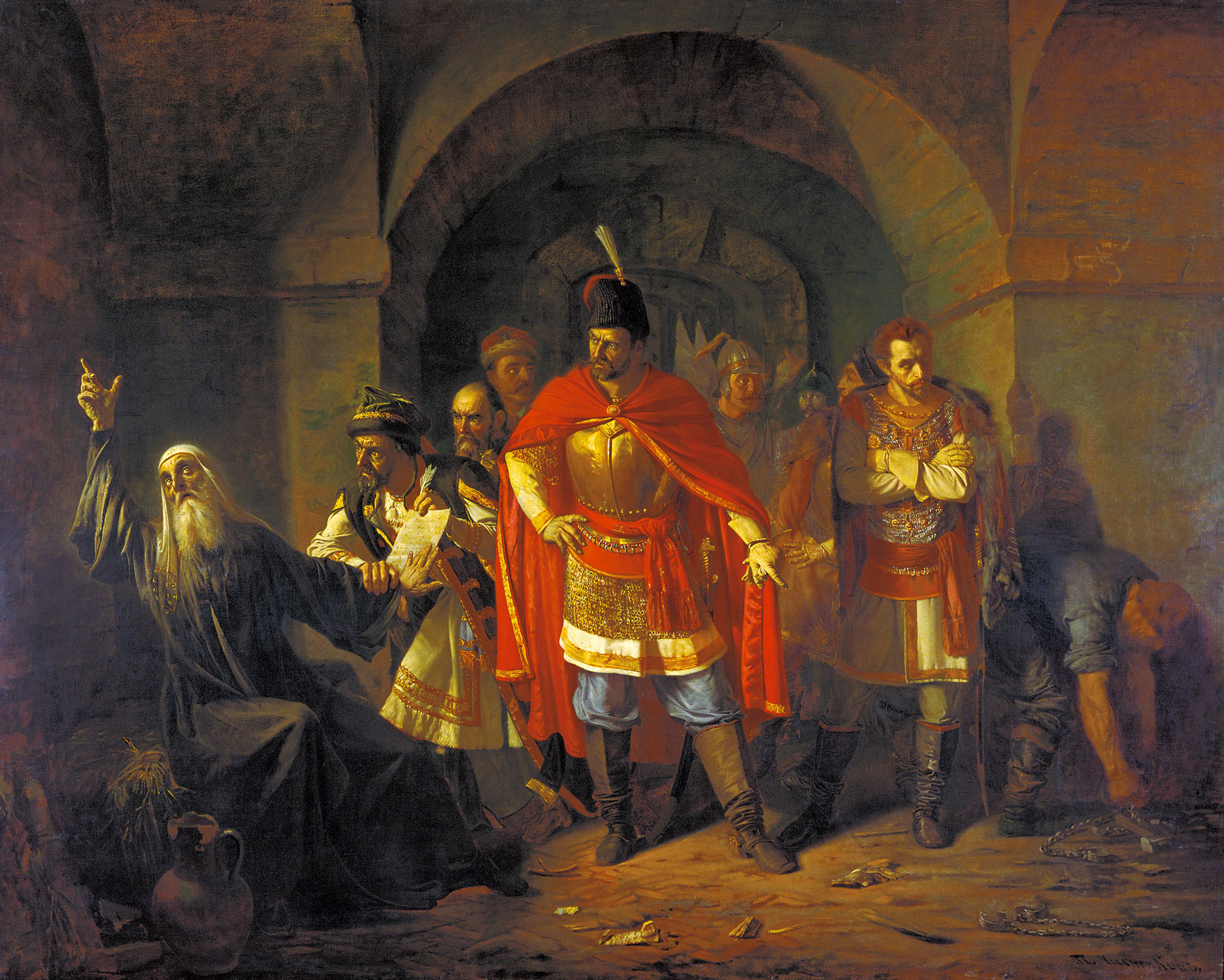
Patriarch Hermogenus weigert sich, die Polen zu segnen. Bild von Pawel Tschistjakow (1860)

Hl. Hermogenus oder Germogen (russisch Гермоген; * vor 1530; † 17. Februar 1612 in Moskau) war Patriarch von Moskau und der ganzen Rus zwischen 1606 und 1612. Er inspirierte Volksaufstände gegen die polnischen Besatzer während der Zeit der Wirren und gilt in Russland als Nationalheld. 1913 wurde er von der Russisch-Orthodoxen Kirche heiliggesprochen.

## Biographie
Hermogenus wurde beim Heiligen Synod, auf dem die Errichtung des Patriarchats beschlossen wurde, zum Metropoliten der erst vor kurzem eroberten Stadt Kasan ernannt. Während der folgenden zwei Jahrzehnte wurde er dafür bekannt, viele Tataren zum Christentum bekehrt zu haben. 1606 wurde Hermogenes von Pseudodimitri I. dazu aufgerufen, am neugeschaffenen Senat in Moskau teilzunehmen. Dort erfuhr Hermogenus von der Absicht des Zaren, die römisch-katholische Abenteurerin Marina Mniszech zu heiraten und sprach sich gegen einen solchen Ehebund aus. Dafür wurde er aus der Hauptstadt verbannt, kehrte jedoch schon bald nach dem Sturz des falschen Zaren mit großen Ehren zurück und ersetzte dessen Verbündeten Patriarch Ignatius.

Hermogenus-Denkmal am Moskauer Kreml

Der neue Zar Wassili IV. half Hermogenus, Patriarch zu werden, während Hermogenus die Versuche des Zaren unterstützte, das Land zu befrieden. Er belegte unter anderem den Aufständischen Iwan Bolotnikow und dessen Armee mit einem Anathema. Als Wassili IV. gestürzt wurde und die Polen den Moskauer Kreml einnahmen, widersetzte sich Hermogenus verbissen gegen ihre Pläne, Wladyslaw IV. auf den russischen Thron zu bringen, ohne dass dieser zur Orthodoxie konvertiert. Trotz Morddrohungen einiger propolnischer Bojaren, weigerte er sich, Petitionen an den polnischen König zu unterschreiben und verhinderte eine Krönungszeremonie Wladyslaws.
Im Dezember 1610 ließ Hermogenus Briefe in zahlreichen russischen Städten verteilen, die die Bevölkerung zum Aufstand gegen die Polen aufriefen. Als eine Volksarmee unter Prokopi Ljapunow Moskau belagerte, widersetzte er sich polnischem Drängen, die Armee mit einem Anathema zu belegen. Er verdammte, im Gegenteil, die Polen und sprach seine Unterstützung für Ljapunow aus. Kurz danach wurde er verhaftet und im Tschudow-Kloster eingekerkert. Dort hörte er von einer neuen Volksarmee, die von Kusma Minin zusammengestellt und von Fürst Dmitri Poscharski befehligt wurde. Er sprach seinen Segen für beide aus. Dafür wurde er geschlagen und zu Tode gehungert.
Die vermuteten sterblichen Überreste von Patriarch Hermogenus wurden 1913 zufällig in einer Gruft im Tschudow-Kloster bei Reparaturarbeiten gefunden. Im Zusammenhang mit dem 300-jährigen Jubiläum der Romanow-Dynastie, das im gleichen Jahr zelebriert wurde, wurde er als Märtyrer heiliggesprochen und in der Mariä-Entschlafens-Kathedrale des Kremls bestattet.
Am 25. März 2013 wurde auf Betreiben des damaligen Patriarchen Kyrill ein Bronzestandbild Hermogenus' in den Alexandergärten aufgestellt.